# Madeleen Leyten-de Wijkerslooth de Weerdesteyn
Jkvr. Judith Juliëtte Madeleine Sophie (Madeleen) Leyten-de Wijkerslooth de Weerdesteyn (Zwolle, 29 september 1935 – Den Haag, 9 juni 2016) was een Nederlandse juriste, bestuurder en politica voor de Katholieke Volkspartij (KVP), tot 11 oktober 1980, en het Christen-Democratisch Appèl (CDA), vanaf 11 oktober 1980.

## Biografie
Madeleen de Wijkerslooth de Weerdesteyn was een telg uit het adellijke geslacht De Wijkerslooth. Ze werd geboren als dochter van Ferdinand de Wijkerslooth de Weerdesteyn (1902-1974) en Renée Marie Juliëtte Madeleine Regout (1906-2000). Ze was de kleindochter van het Tweede Kamerlid Jean Baptiste Louis Corneille Charles de Wijkerslooth de Weerdesteyn. Haar overgrootvader van moederszijde was de Maastrichtse fabrikant Jules Joseph Hubert Regout.
Ze volgde het gymnasium aan het R.K. meisjeslyceum (van de zusters Ursulinen van de Romeinse Unie) te Maastricht. Daarna studeerde ze farmacie aan de Universiteit Utrecht, maar ze maakte deze studie niet af. Van 1954 tot 1959 studeerde ze Nederlands recht aan de Katholieke Universiteit Nijmegen. Ze begon haar carrière als assistent-griffier. Van 1960 tot 1967 was ze assistent-griffier bij de Tweede Kamer der Staten-Generaal.
Daarna was ze, van 7 juli 1970 tot 4 juli 1978, lid van de Provinciale Staten van Noord-Brabant voor de KVP. In de vorming van het CDA speelde ze een bijzondere rol in de pepcommissie van de KVP: een groep van zeven vooraanstaande KVP'ers. Maar altijd achter de schermen en persoonlijk. Leyten had voor politiek-bestuurlijke functies zoals het ministerschap een ideaal profiel, maar ze liet deze aan zich voorbijgaan. Namens het CDA was ze van 1980 tot 1987 lid van de Eerste Kamer der Staten-Generaal. Van 1 oktober 1987 tot 1 april 2002 was ze lid van de Raad van State.

## Partijpolitieke functies
- Lid van het partijbestuur van de KVP, van 1972 tot 1975
- Vicevoorzitter van de KVP, van 1975 tot 1977
- Vicefractievoorzitter van de KVP Provinciale Staten van Noord-Brabant, van 1975 tot 1977
- Vicevoorzitter van het CDA, van 1978 tot 1980

## Ridderorden
- Commandeur in de Orde van Oranje-Nassau, 29 april 1994

## Privé
In 1966 trad De Wijkerslooth in het huwelijk met de arts Antonius Cornelis Marie Leyten (1931). Het echtpaar kreeg drie kinderen: een zoon en twee dochters, onder wie topambtenaar Manon Leijten.
- Biografisch Portaal: 85491967
- Parlement.com: vg09llmk0bzj